# 7.º Troféu HQ Mix
O 7º Troféu HQ Mix foi realizado em abril de 1995 no Sesc Pompeia, em São Paulo, premiando pessoas, editoras e obras ligadas às histórias em quadrinhos referentes a lançamentos de 1994. A entrega dos troféus ocorreu em paralelo com o HQ Mix Festival Internacional de Quadrinhos, uma feira de quadrinhos realizada entre 15 e 30 de abril, de terça a domingo. Entre os eventos do festival, houve oficinas, exposição de trabalhos dos vencedores do troféu e uma tarde de autógrafos com Neil Gaiman, em sua primeira visita ao Brasil. A entrega de troféus foi apresentada por Serginho Groisman.

## Prêmios[1][3]
| Categoria                    | Vencedor                                                                                                |
| Adaptação para outro veículo | Batman - a série animada (Bruce Timm, criador - desenho animado)                                        |
| Álbum de aventura            | Ken Parker - os cervos & um hálito de gelo (Giancarlo Berardi e Ivo Milazzo / editora Ensaio)           |
| Álbum de clássico            | Graúna ataca outra vez (Henfil / editora Geração)                                                       |
| Álbum de ficção              | Eu te amo Lucimar (Lourenço Mutarelli / editora Vortex)                                                 |
| Álbum de humor               | Los 3 amigos 2 - más sexo, más drogas y más guacamoles (Angeli, Glauco e Laerte / editora Ensaio)       |
| Desenhista estrangeiro       | Ivo Milazzo                                                                                             |
| Desenhista nacional          | Flávio Colin                                                                                            |
| Desenhista revelação         | Luciano Queiroz                                                                                         |
| Desenho animado              | Liquid Television (Japhet Ashe)                                                                         |
| Edição especial              | Pato Donald - 60 Anos (vários autores / editora Abril Jovem)                                            |
| Editora do ano               | Abril Jovem                                                                                             |
| Fanzine                      | Cachalote                                                                                               |
| Grande contribuição          | I Comecom                                                                                               |
| Grande mestre                | Júlio Shimamoto                                                                                         |
| Graphic novel estrangeira    | Tex - o grande roubo (Claudio Nizzi e José Ortiz / editora Globo)                                       |
| Graphic novel nacional       | Mulher-Diaba no Rastro de Lampião (Ataíde Braz e Flavio Colin / editora Sampa)                          |
| Homenagem especial           | O Vira-Lata (Paulo Garfunkel e Líbero Malavoglia / editora Paladinos de Onã)                            |
| Livro de cartuns             | Soltando as hienas (Biratan)                                                                            |
| Livro de charges             | Loredano caricaturas: mancha, traço, página - a forma do cotidiano (Cássio Loredano / editora Topbooks) |
| Livro teórico                | História da história em quadrinhos (Álvaro de Moya / editora Brasiliense)                               |
| Minissérie estrangeira       | Lobo está morto (Keith Giffen, Alan Grant e Simon Bisley / editora Abril Jovem)                         |
| Personagem destaque          | Spirit                                                                                                  |
| Projeto gráfico              | Ken Parker - os cervos & um hálito de gelo (Giancarlo Berardi e Ivo Milazzo / editora Ensaio)           |
| Revista de clássico          | Coleção Invictus (vários autores / editora Nova Sampa)                                                  |
| Revista de humor             | Big Bang Bang (Adão Iturrusgarai / editora Circo)                                                       |
| Revista de terror            | Hotel do Terror (Flavio Colin / editora Otacomix)                                                       |
| Revista independente         | Panacea (José Mauro Kazi, editor)                                                                       |
| Revista infantil             | Mônica (vários autores / editora Globo)                                                                 |
| Revista mix                  | Lúcifer (vários autores / editora Circo)                                                                |
| Revista seriada              | Sandman (Neil Gaiman e vários desenhistas / editora Globo)                                              |
| Roteirista estrangeiro       | Neil Gaiman                                                                                             |
| Roteirista nacional          | Ota |
| Tira estrangeira             | Calvin e Haroldo (Bill Watterson)                                                                       |
| Tira nacional                | Níquel Náusea (Fernando Gonsales)                                                                       |
| Valorização da HQ            | Contos de Batman (editora Abril Jovem)                                                                  |